# Alfred Klausal
Alfred Mieczysław Klausal ps. „Baron”, „Mecenas” (ur. 29 listopada 1893 we Lwowie, zm. 15 maja 1946 w Jerozolimie) – major kawalerii Wojska Polskiego, działacz niepodległościowy, kawaler Orderu Virtuti Militari.

## Życiorys
Urodził się 29 listopada 1893 we Lwowie, w rodzinie Jana i Janiny z Lewickich. Wychowywał go dziadek ze strony matki, Sydon de Bibersztein Lewiecki (Lewiecki-Biberstein), kapitan karabinierów wojsk powstańczych z 1863, a w 1893 rewident Oddziału Rachunkowego c. i k. Namiestnictwa we Lwowie.
Po ukończeniu szkoły realnej rozpoczął studia na Wydziale Prawa Uniwersytetu Lwowskiego. W 1913 wstąpił do „Sokoła” w Chodorowie, a w następnym roku do Związku Strzeleckiego.
Od 8 września do 28 listopada 1915 walczył w polu w szeregach 6 Pułk Piechoty Legionów Polskich. Ranny na Wołyniu, 11 lutego 1916 przebywał w Szpitalu Rezerwowym w Opawie. Od 10 maja do 15 sierpnia 1916, po rekonwalescencji, ponownie na froncie. 1 kwietnia 1917 wykazany w Stacji Zbornej LP we Lwowie i przedstawiony do odznaczenia austriackim Krzyżem Wojskowym Karola. W 1918 został członkiem Polskiej Organizacji Wojskowej. Aresztowany przez władze austriackie w Krakowie zbiegł z więziennego transportu. Ponownie aresztowany we Lwowie został osadzony w areszcie wojskowym, w którym przebywał do końca października 1918.
W listopadzie 1918 walczył w obronie Lwowa jako oficer gospodarczy „Sektora Bema”. Następnie walczył z Ukraińcami w szeregach 38 pułku piechoty. W czasie wojny z bolszewikami walczył w szeregach dywizjonu karabinów maszynowych jazdy, jako dowódca plutonu i zastępca dowódcy szwadronu. Wyróżnił się męstwem 6 września 1920 w walkach pod Chodorowem. Wziął czynny udział w III powstaniu śląskim. Od 20 maja 1921 zajmował się werbunkiem oficerów i materiału wojennego dla Naczelnej Komendy Wojsk Powstańczych. 29 maja tego roku został przydzielony do Oddziału I Sztabu Naczelnej Komendy na stanowisko referenta ewidencyjnego, a 15 czerwca przesunięty na stanowisko referenta organizacyjno-mobilizacyjnego. 15 lipca 1921, „z powodu likwidacji powstania”, został skierowany do Dowództwa Okręgu Generalnego Lwów. Był dwukrotnie ranny: w nogę i głowę.
W tym samym roku został przeniesiony do rezerwy i przydzielony w rezerwie do 4 pułku ułanów. We wrześniu 1922 został przeniesiony w rezerwie do 22 pułku ułanów w Radymnie. 8 stycznia 1924 został zatwierdzony w stopniu porucznika ze starszeństwem z 1 czerwca 1919 i 192. lokatą w korpusie oficerów rezerwy jazdy. 23 sierpnia 1924 został przemianowany z dniem 1 lipca 1924 na oficera zawodowego w stopniu porucznika ze starszeństwem z 1 lipca 1919 i 10. lokatą w korpusie oficerów kawalerii i wcielony do 6 pułku strzelców konnych w Żółkwi. Później został przydzielony do szwadronu pionierów 4 Dywizji Kawalerii we Lwowie. 19 marca 1928 prezydent RP nadał mu stopień rotmistrza z dniem 1 stycznia 1928 i 66. lokatą w korpusie oficerów kawalerii. We wrześniu 1930 został przeniesiony do Dowództwa Okręgu Korpusu Nr VI we Lwowie, a w marcu 1931 do 26 pułku ułanów w Baranowiczach na stanowisko dowódcy 4. szwadronu. Z dniem 1 czerwca 1934 został oddany do dyspozycji Ministerstwa Skarbu na okres sześciu miesięcy. Z dniem 31 grudnia 1934 został przeniesiony do rezerwy z jednoczesnym przeniesieniem w rezerwie do Oficerskiej Kadry Okręgowej Nr III. Po zakończeniu praktyki i zwolnieniu z wojska został zatrudniony na stanowisku naczelnika Wydziału I Izby Skarbowej w Białymstoku. W grudniu 1935 został przeniesiony do Izby Skarbowej w Brześciu na stanowisko naczelnika Wydziału Ogólnego, a później na takie samo stanowisko do Izby Skarbowej w Grudziądzu .
We wrześniu 1939 został przydzielony do Dowództwa Okręgu Korpusu Nr VIII w Toruniu. W grudniu 1939 przybył do Warszawy, gdzie włączył się w pracę konspiracyjną Komendy Obrońców Polski. W maju 1940 przeszedł do Związku Walki Zbrojnej. W 1941 został Szefem kontrwywiadu Oddziału II Komendy Okręgu Warszawa-Miasto ZWZ, a na początku 1942 szefem kontrwywiadu Oddziału II Komendy Obszaru Warszawskiego Armii Krajowej. 11 listopada 1942 został mianowany majorem. W czerwcu 1944, w niewyjaśnionych okolicznościach, został zwolniony z szeregów Armii Krajowej. W czasie powstania warszawskiego od 7 do 26 sierpnia 1944 był oficerem informacyjnym Zgrupowania „Chrobry II”, od 30 sierpnia szefem Wydziału II Komendy Obwodu Śródmieście AK, a następnie oficerem sztabu 28 Dywizji Piechoty Armii Krajowej. Po kapitulacji w niemieckiej niewoli. Początkowo przebywał w Stalagu X-B Sandbostel, a następnie w Oflagu VII A Murnau. 29 kwietnia 1945 został uwolniony z niewoli, a później przyjęty do 2 Korpusu Polskiego i przydzielony do 7 Dywizji Piechoty.
9 maja 1946 usiłował dokonać zamachu samobójczego zażywając truciznę. Zmarł 15 maja 1946 w brytyjskim 16 Szpitalu w Jerozolimie. Został pochowany na brytyjskim cmentarzu wojennym w Ramli.
Alfred Klausal był żonaty ze Stefanią z Marszałków, działaczką niepodległościową, odznaczoną Krzyżem Niepodległości i Złotym Krzyżem Zasługi, z którą miał córkę Katarzynę (ur. 16 sierpnia 1928 we Lwowie).

## Ordery i odznaczenia
- Krzyż Srebrny Orderu Wojskowego Virtuti Militari nr 2343 – 1921[34][35][36]
- Krzyż Niepodległości – 6 czerwca 1931 „za pracę w dziele odzyskania niepodległości”[37][38][39]
- Krzyż Walecznych po raz pierwszy za walki o Lwów, a po raz drugi za bitwę pod Zadwórzem[5][40][41]
- Złoty Krzyż Zasługi – 11 listopada 1937 „za zasługi w służbie państwowej”[42]
- Srebrny Krzyż Zasługi – 10 listopada 1928 „w uznaniu zasług, położonych na polu pracy w poszczególnych działach wojskowości”[43][44]
- Krzyż na Śląskiej Wstędze Waleczności i Zasługi[40]
- Odznaka Pamiątkowa Więźniów Ideowych[45]
- Odznaka za Rany i Kontuzje z dwiema gwiazdkami